# Kafr Kara
Kafr Kara (arabsky كفر قرع, hebrejsky כַּפְר קַרִע, v oficiálním přepisu do angličtiny Kafar Qara, přepisováno též Kafr Qara nebo Kfar Qara) je místní rada (malé město) v Izraeli, v Haifském distriktu.

## Geografie
Leží v nadmořské výšce 118 metrů na úpatí pahorkatiny Ramat Menaše u ústí údolí Vádí Ara, cca 35 kilometrů jihojihovýchodně od centra Haify a cca 55 kilometrů severovýchodně od centra Tel Avivu. Severně od města vede z Ramat Menaše vádí Nachal Barkan.
Kafr Kara se nachází v hustě osídlené kopcovité krajině s částečně dochovanými oblastmi zemědělsky využívané půdy. Město je osídleno izraelskými Araby, kteří etnicky dominují i v jeho okolí, s výjimkou severní a západní strany od Kafr Kara, kde naopak začíná oblast se souvislým židovským osídlením.
Kafr Kara leží cca 5 kilometrů od Zelené linie, která odděluje Izrael od okupovaného Západního břehu Jordánu. Na dopravní síť je napojena pomocí Dálnice číslo 65, která prochází údolím Vádí Ara a spojuje Izraelskou pobřežní planinu s Jizre'elským údolím. Západně od města byl počátkem 21. století dokončen úsek Dálnice číslo 6 - takzvané Transizraelské dálnice.

## Dějiny
Vesnice Kafr Kara byla založena v 18. století. Po první arabsko-izraelské válce se v roce 1949 ocitla na izraelské straně Zelené linie, ale nebyla vysídlena. V roce 1958 byla povýšena na místní radu.

## Demografie
Podle údajů z roku 2005 tvořili 99,9 % obyvatel v Kafr Kara muslimští Arabové. Jde o středně velké sídlo městského typu s dlouhodobě rostoucí populací. K 31. prosince 2017 zde žilo 18 300 lidí.
| Rok            | 1922 | 1931  | 1945  | 1949  | 1955  | 1961  | 1972  | 1980  | 1983  | 1990  |
| -------------- | ---- | ----- | ----- | ----- | ----- | ----- | ----- | ----- | ----- | ----- |
| Počet obyvatel | 785  | 1 109 | 1 510 | 1 717 | 2 300 | 2 925 | 4 972 | 6 900 | 7 274 | 9 200 |

| Rok            | 1993   | 1994   | 1995   | 1996   | 1997   | 1998   | 1999   | 2000   |
| -------------- | ------ | ------ | ------ | ------ | ------ | ------ | ------ | ------ |
| Počet obyvatel | 10 100 | 10 400 | 10 628 | 11 200 | 11 400 | 11 700 | 12 100 | 12 500 |

| Rok            | 2001   | 2002   | 2003   | 2004   | 2005   | 2006   | 2007   | 2008   | 2009   | 2010   | 2011   | 2012   | 2013   | 2014   | 2015   | 2016   | 2017   |
| -------------- | ------ | ------ | ------ | ------ | ------ | ------ | ------ | ------ | ------ | ------ | ------ | ------ | ------ | ------ | ------ | ------ | ------ |
| Počet obyvatel | 12 800 | 13 100 | 13 500 | 13 900 | 14 200 | 14 400 | 14 800 | 15 139 | 15 321 | 15 700 | 16 300 | 16 500 | 17 100 | 17 300 | 17 700 | 18 000 | 18 300 |